# Пойканс, Илмар
Илмар Пойканс, более известен как «хакер Нео» (Илмарс П., латыш. Ilmārs Poikāns, род. 4 ноября 1978 года, Латвийская ССР, СССР) — компьютерный взломщик совершивший самую большую кражу информационных данных в истории Прибалтики, похитив 120 гигабайт данных (7,4 млн документов) из базы данных Службы государственных доходов Латвии.

## Биография
Илмар Пойканс родился 4 ноября 1978 года. Учился в Рижской коммерческой школе. Затем окончил отделение компьютерных наук физико-математического факультета Латвийского университета. Потом работал на Рижской фондовой бирже. Также Пойканс несколько лет проработал в Лондоне — в компании Exigen Services. Илмар Пойканс работает исследователем лаборатории искусственного разума Института математики и информатики Латвийского университета.
Стоит особо подчеркнуть тот факт, что Крикис семь лет — с 1999 года — проработал в Exigen Latvia – в родственном предприятии Exigen Services Latvia, которое и занималось разработкой электронной системы декларирования СГД, откуда НЕО почерпнул информацию о зарплатах. Впрочем, в компании утверждают, что у Крикиса связи с проектом не было. Зато тесно связан с электронной системой декларирования другой человек — заместитель руководителя Управления информатики СГД Юрис Стумпс, который учился с Покайнсом на физмате ЛУ. Сам Стумпс утверждает, что Пойканса не помнит
В мае 2010 года Пойканса задержала госполиция Латвии. 13 мая Пойканс признался в том, что он является «хакером Нео». В защиту Пойканса выступил известный в связи с пропажей денег из своего бюро и ставший впоследствии адвокатом Алексей Лоскутов (ранее возглавлял Бюро по борьбе и предотвращению коррупции). 
В июне 2014 года был оправдан судом первой инстанции. Затем прокуратура подала по этому делу протест, и Рижский окружной суд признал Пойканса виновным и приговорил к 60 часам принудительных работ. Но в декабре 2017 года президент Латвии Раймонд Вейонис помиловал Пойканса и освободил его от отбывания наказания. Как было заявлено, «Хотя Илмар Пойканс своими действиями нарушил закон, общественность от этого выиграла больше, чем последствия его деяний. Это поспособствовало открытости и прозрачности в госуправлении, а также привлекло внимание к безопасности государственных систем».

## 4ATA
4ATA (Народная армия четвертой Атмоды, латыш.  Ceturtās atmodas tautas armija) — выдуманная Илмаром Пойкансом группа компьютерных взломщиков. По одной из версий, Илмарс Пойканс действовал от лица 4ATA.
О публикациях официальных данных 4ATA-ой и о зарплатах в госучреждениях Латвии и о поднятом вокруг этого скандале пишут как представители прессы из Прибалтики, так и мировые средства массовой информации и блогеры.
Выдержки из мировых СМИ:

…(группа активистов) навела ужас на латвийские политические объединения… 

«The Times»

Происшествие стало позором и для политиков и других публичных персон, чьи доходы и богатство зачастую во много раз превышает средний государственный уровень 

«Sydney Morning Herald»

Британские учёные доказали, что 4ATA базируется на территории Великобритании.

## Нео
Нео изначально был представителем 4ATA, все контакты с общественностью происходили через Нео. После поимки Пойканса, именно с Нео стали олицетворять Пойканса.

## Публикация данных
Впервые данные были опубликованы в социальной сети Twitter. Пойкансом от лица Нео были опубликованы данные о зарплатах госполиции Латвии, сотрудников рижского муниципального предприятия Rigas Satiksme (Рижское сообщение), которое отвечает за общественный транспорт в городе, предприятия Latvenergo, 43 структурах министерства внутренних дел, Комиссии по финансам и рынку капитала, ГАО Latvijas Autoceļu uzturētājs, Дирекции безопасности дорожного движения, ГАО «Международный аэропорт „Рига“» и ГАО «Latvijas Gaisa Satiksme», банка Parex, Банка Латвии и предприятия Rigas Siltums, которое обеспечивает теплоснабжение города. Руководители предприятий подтвердили, что опубликованные Нео данные являются подлинными..
Позже латвийский журналист Имант Лиепиньш объявил о создании собственной 4ATA, от имени которой обнародовал компрометирующие материалы о событиях начала 90-х годов прошлого столетия, когда должностное лицо Минобороны содействовало поставкам оружия в Сомали в обход санкций ООН.

В ходе расследования было установлено, что с 1992 года Янис Дибранчс, занимавший в то время пост начальника отдела вооружения Минобороны и отвечавший за поставку оружия, чтобы выслужиться перед начальством, вступил в преступный сговор с работниками польской фирмы Cenrex и на основании поддельных документов заключил с ними договор о поставке оружия. На основании этого договора польская фирма получила разрешение на реализацию товара за пределами Польши, якобы в Латвию. Хотя на самом деле товар отправляли в те страны, в которые ввоз оружия был запрещен соответствующими резолюциями ООН. К договору были также приложены специальные документы, обязывающие Минобороны Латвии совершить закупку оружия у фирмы Cenrex на сумму 1 964 300 долларов… На подписанных документах Дибранчс поставил гербовую печать министерства обороны. Руководству Минобороны о подписании подобных бумаг Дибранчс не доложил.
 

Латвийская газета «Час»

4АТА утверждает, что одними из покупателей оружия были сомалийские боевики, которые в 92-м году как раз воевали с американскими пехотинцами, высадившимися в Сомали в рамках миротворческой операции. Прокуратура Латвии по данному факту возбудила уголовное дело.

## Взлом
14 февраля 2010 года из базы Службы государственных доходов Латвии (СГД) было похищено около 120 гигабайт данных (7,4 млн документов). Из СГД ушла информация о финансах высших должностных лиц государства, о частных лицах и предприятиях. Всего в распоряжении Илмара Пойканса имеется список почти тысячи предприятий и организаций, в том числе Государственной инспекции, Центра абонирования Diena, Продовольственно-ветеринарной службы, торговой сети Rimi, различных самоуправлений, Aizkraukles banka и др. Это самая крупная утечка данных за всю историю Латвии. По словам членов 4ATA, о возможности кражи данных они узнали от одного из разработчиков системы, который рассказал, что «дыра» в системе была оставлена по указанию высокопоставленного сотрудника налоговой службы. По словам представителей 4ATA, «дыра» сделана гениально просто и все это время находилась «у всех на глазах». Она позволяла скачивать документы любому пользователю без авторизации, просто указав адрес и номер документа. Представители EDS (электронной системы декларирования данных) отрицают что «дыра» была оставлена намеренно. По последним данным, служба безопасности EDS просто забыла включить систему защиты.

## Общественное влияние
Латвийское общество считает 4ATA национальными героями. 4ATA публикует данные о больших зарплатах чиновников, в то время как Латвийское государство находится в экономической стагнации, а безработица по стране превышает 20 %. Латвийские эксперты замечают то, что 4ATA сможет оказать давление на избирателей на выборах в парламент осенью 2010 года. В 2010 году была учреждена некоммерческая организация 4ATA, целью которой является анализ данных и отслеживание беззаконий, при этом будут использоваться легальные методы и публично доступная информация. Организация 4ATA отрицает связь с одноименной учреждённой организацией. Известный латвийский журналист Лато Лапса в эфире радиопередачи Балтком заявил, что считает 4ATA трусами, так как они публикуют только законную информацию. После ареста Пойканса и признания, что он является Нео, общественное мнение не изменилось. Пойканса стали считать национальным героем.
Вступил в партию - Кто владеет Латвией?